# Меотське поселення на Азові

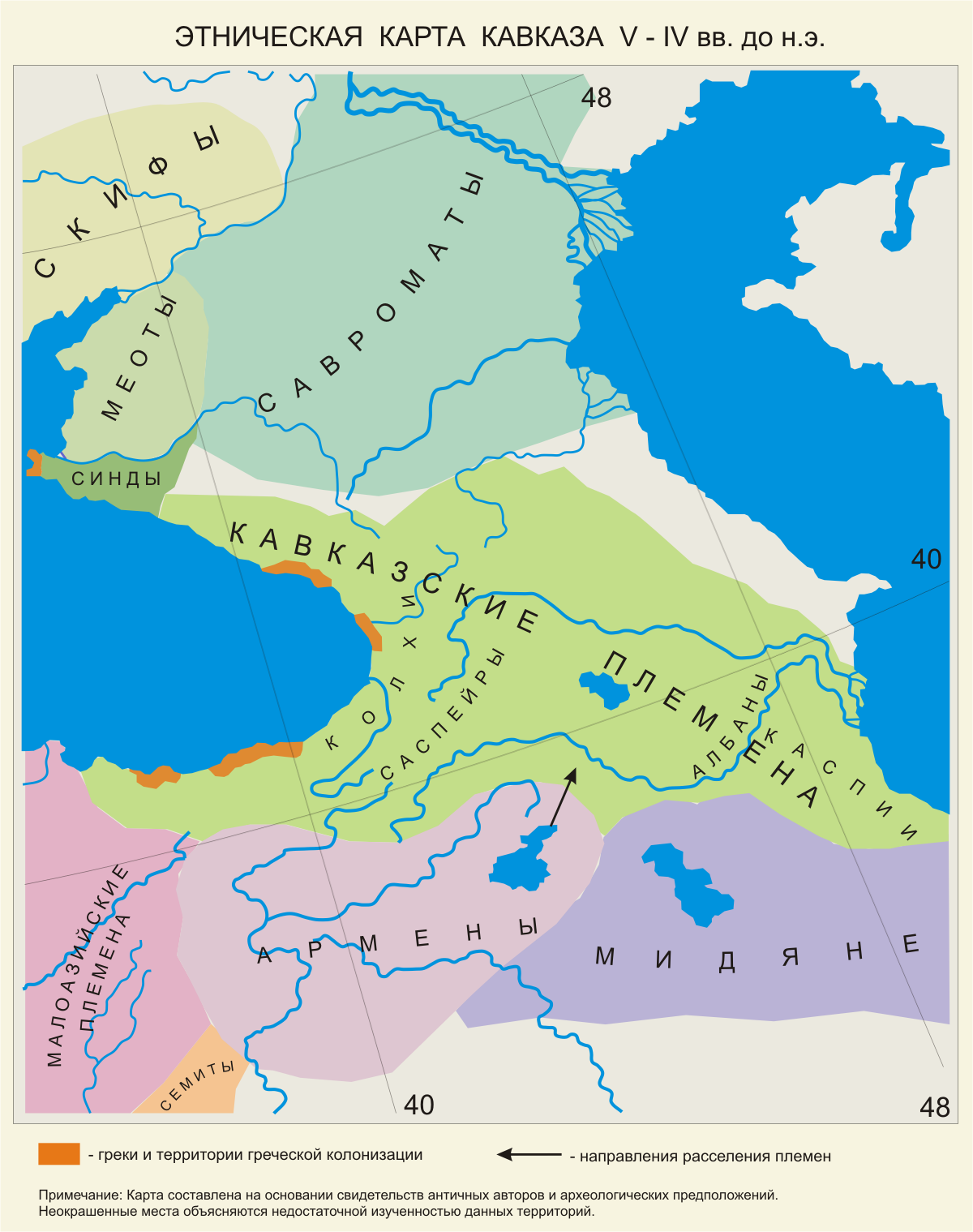
Розселення меотів

Меотське поселення в Азові — поселення войовничих племен меотів в районі міста Азов Ростовської області.

## Меоти у Наддонні
Меоти відносяться до стародавніх індоєвропейських племен, розселених на східному й південно-східному узбережжі Азовського моря. Меоти були войовничими племенами, що проживали на Кубані. З часом, під впливом боспорських правителів, меоти, як найманці, розселилися у степах Наддоння, щоб контролювати там греко-сарматську провінцію: Танаїс й Ростовські городища.
Городища, побудовані на території нинішнього міста Азов, перебували на височинах мису, були оточені насипними валами й глибокими ровами, виритими для захисту від ворогів. Племена меотів відрізнялися вправним володінням навичок ведення бою, серед них були безстрашні воїни.
Вперше про городища в Азові писав у своїх працях в другому столітті по Р.Х., Птолемей. На території міста розташовані залишки древнього Підазовського городища Потарва й замкове городище Паніардис.

## Городище Патарва
Культурний шар сягає завтовшки 6 м. Розташований він на заході міста Азов. У городищі були знайдені залишки оборонних ровів й валу. Поселення Патарва не захищено замком. Його жителі займалися землеробством, розведенням худоби й рибальством. Меоти вели торгівлю з Танаїсом й степовими кочівниками аланами. Вони продавали зерно й рибу. У городищі мало розвиток гончарство. Було виявлено піч, в якій випалювали керамічний посуд.
Житла стародавніх меотів були турлучні. Стіни спліталися з прутів, обмазувалися глиною, дах накривалася зв'язками очерету. Будинки мали два відділення, в одному жили люди, в іншому перебували взимку тварини. На стародавньому Підазовському городищі було виявлено численні фрагменти сіро-лакової кераміки з Кавказу й Кубані, червоно-лакової кераміки з Боспору, грецьких амфор. Це доводить наявність торговельних зв'язків з сусідами.

## Городище Паніардис
Паніардис розташоване в центрі Азова. Городище погано збереглося, залишилися лише невеликі фрагменти. Із заходу й з півдня Паніардиса розташовано великий стародавній некрополь, що говорить про великі розміри городища.
Ці два древніх античних поселення в Азові проіснували до III сторіччя по Р.Х.. Археологи не виявили слідів руйнувань після військових дій, а значить меоти просто покинули ці місця, закинувши свої будинки.

## Меотське поселення рибалок
Виявлено восени 13 жовтня 2011 року при рятувальних роботах під Азовом. Місце розкопок поселення рибалок призначалося для будівництва міського порту. На стародавньому поселенні було виявлено три шари.
Перший шар відноситься до меотської доби (I—IV сторіччя по Р.Х.), другий — до алано-булгарської (VIII—IX сторіччя), третій — до золотоординської доби (XII—XIII сторіччя).

### Золоординське поселення
Унікальним є поселення доби Золотої орди (1224-1483 роки). Тут археологи при розкопках виявили збережену структуру середньовічного поселення, поливну систему з місцями, де перебували водопідіймальні колеса. У цьому селищі люди займалися землеробством, для чого використовували воду річки для поливу рослин. Тут також був знайдений могильник XII—ХІІІ сторіч.